# 덕산초등학교 (충남)
덕산초등학교는 대한민국 충청남도 예산군 덕산면 읍내리에 있는 공립 초등학교이다.

## 학교 연혁
| 1912년 | 12월 27일 | 덕산공립보통학교 개교(설립인가 11월 8일) |
| 1925년 | 4월 1일   | 수업연한 6년제 인가                      |
| 1938년 | 4월 1일   | 덕산공립심상소학교로 개칭                |
| 1941년 | 4월 1일   | 덕산공립국민학교로 개칭                  |
| 1945년 | 3월 31일  | 수덕국민학교 승격 분리                   |
| 1966년 | 3월 4일   | 시량국민학교 승격 분리                   |
| 1972년 | 12월 12일 | 개교 60주년 기념식 거행                  |
| 1973년 | 3월 1일   | 효창국민학교 승격 분리                   |
| 1975년 | 1월 28일  | 강당(100평) 낙성식                       |
| 1981년 | 2월 24일  | 병설유치원 2학급 인가                    |
| 1991년 | 11월 30일 | 서편 교실 2개실 증축                     |
| 1994년 | 3월 2일   | 급식학교 지정                            |
| 1996년 | 3월 1일   | 덕산초등학교로 개칭                      |
| 1999년 | 3월 1일   | 13학급 인가                              |
| 1999년 | 9월 1일   | 효창초등학교와 통합, 16학급 인가         |
| 2000년 | 4월 1일   | 농어촌 진흥학교 지정                     |
| 2002년 | 12월 20일 | 꿈동산 학습도움센터 개관                 |
| 2004년 | 11월 26일 | 급식실 및 탁구실 증축                    |
| 2005년 | 12월 26일 | 체육관(광현관) 개관                      |
| 2011년 | 3월 1일   | 초등학교 13학급(특수학급 1포함) 편성     |
| 2011년 | 3월 1일   | 유치원 2학급 편성                        |
| 2011년 | 12월 16일 | 인조잔디 운동장 개장(5,893m2)            |
| 2012년 | 2월 17일  | 제97회 졸업(12,369명)                    |
| 2012년 | 11월 4일  | 개교 100주년 기념식                      |
| 2013년 | 2월 22일  | 제98회 졸업(12,417명)                    |
| 2014년 | 2월 18일  | 제99회 졸업(12,454명)                    |
| 2014년 | 3월 1일   | 초등학교 13학급(특수 1학급) 편성         |
| 2014년 | 3월 1일   | 유치원 2학급 편성                        |
| 2015년 | 2월 13일  | 제100회 졸업(12,496명)                   |

## 참고 자료
- 덕산초등학교 - 한국교육학술정보원 학교알리미